# Oxyporus cinnamomeus
Oxyporus cinnamomeus är en svampart som beskrevs av Núñez & Ryvarden 1999. Oxyporus cinnamomeus ingår i släktet Oxyporus, klassen Agaricomycetes, divisionen basidiesvampar och riket svampar.   Inga underarter finns listade i Catalogue of Life.